# Giuseppe Carnazza Puglisi
Giuseppe Carnazza Puglisi (Catania, 24 maggio 1834 – Catania, 7 gennaio 1910) è stato un giurista e politico italiano.

## Biografia
Figlio di Gabriello Carnazza e Venera Puglisi, e nipote di Sebastiano Carnazza Amari, intellettuali repubblicani ed unitari, e che per questo furono esiliati. Membro di una delle famiglie storiche di Catania che, insieme alla famiglia famiglia Majorana, segnò gli eventi principali della città durante quel periodo. Si racconta che a 18 anni, nel corso di una visita del re Ferdinando II, ebbe il coraggio di chiedergli di fare rientrare il padre dall'esilio.
Nel 1862 fu professore di Diritto della navigazione e commerciale. Fu nominato professore ordinario di Diritto commerciale nel 1863 e l'anno successivo anche di Diritto costituzionale; fu inoltre preside della facoltà di Giurisprudenza, sindaco di Catania (1891-1892), deputato per tre legislature  (dal 1874 al 1883) e, dal 1900 Senatore del Regno.
Fu anche Rettore dell'Università degli Studi di Catania dal 1887 al 1891: nel corso del suo rettorato fu costruito il palazzo Ingrassia, nei pressi dell'ex-Monastero dei Benedettini, sede dell'Istituto universitario di anatomia e di un dipartimento della Facoltà di Scienze della Formazione.

Padre di Gabriello, Carlo e Venera.

## Opere
- Discorso inaugurale al corso di Legislazione commerciale dell'avvocato Giuseppe Carnazza, Catania, tip. di C. Galatola, 1860.
- Poche idee critiche sul progetto di revisione del codice civile Albertino, Catania, tip. di C. Galatola, 1861.
- Dissertazione pel concorso alla cattedra di dritto commerciale nella R. Università di Catania sulla tesi, le leggi che regolano l'industria commerciale non costituiscono un privilegio in favore della medesima, Catania, Tip. di C. Galatola, 1863.
- Sul merito e sulla importanza delle università italiane, discorso inaugurale per l'apertura degli studj nella R. Università di Catania, Catania, stabilimento tipografico di C. Galatola, 1864 [ora anche online: http://www.unict.it/sites/default/files/PRIMA.PDF Archiviato il 15 settembre 2013 in Internet Archive. Lezioni inaugurali, 1861-1999, a cura di Giuseppe Giarrizzo, Catania, 2001, pp.40-46].
- Necrologia di Carlo Giuseppe Antonio Mittermaier: letta nella sala della R. Università di Catania dal prof. Giuseppe Carnazza Puglisi, Catania, stab. tip. di C. Galatola, 1867.
- Il diritto commerciale secondo il codice di commercio del Regno d'Italia, Milano, E. Savallo, 2 voll., 1868.
- Savigny e le sue opere, discorso del prof. G. Carnazza Puglisi in occasione dell'apertura della R. Università degli studi, anno scolastico 1870-71, Catania, stab. tip. di C. Galatola, 1870 [ora anche online: http://www.unict.it/sites/default/files/PRIMA.PDF Archiviato il 15 settembre 2013 in Internet Archive. Lezioni inaugurali, 1861-1999, a cura di Giuseppe Giarrizzo, Catania, 2001, pp.102-109].
- La scienza, discorso in occasione dell'apertura della R. Università degli studi di Catania, anno scolastico 1877-78, Catania, Tip. C. Galatola, 1877.
- Nelle società in nome collettivo il nome o la ditta di un socio escluso non può ulteriormente durare nella ragion sociale, Palermo, Stab. tip. Virzì, 1904.